# Jean-Baptiste Langlois
Jean-Baptiste Langlois, né le 8 mars 1663 à Nevers (France) et décédé le 12 octobre 1706 à Paris, est un prêtre jésuite français et écrivain spirituel.

## Biographie
Seules quelques dates sont connues de la vie du père Langlois. Il est né à Nevers le 8 mars 1663 et est entré dans la Compagnie de Jésus le 5 octobre 1679. Il a laissé une correspondance et des écrits souvent plus polémiques que spirituels. Le père Langlois est mort à Paris, dans la maison du noviciat, le 12 octobre 1706.

## Écrits
Son principal ouvrage est :
- l’Histoire des croisades contre les Albigeois, Rouen, 1703, in-12. La préface contient l’examen et la réfutation des écrits de quelques auteurs contemporains qui ont traité le même sujet. Langlois trace rapidement l’origine et les progrès de catharisme, et décrit ensuite les différentes guerres entreprises pour sa destruction, achevée par le fameux comte Simon de Montfort. Il y a beaucoup de recherches dans cet ouvrage, et le style en est aisé et naturel, mais moins élégant, suivant Lenglet Dufresnoy, que celui du P. Maimbourg que l’auteur avait pris pour modèle.

On a encore du P. Langlois :
- plusieurs Mémoires contre l’édition des Œuvres de St-Augustin, publiée par les Bénédictins : ils sont sans aucun intérêt aujourd’hui ; mais les curieux peuvent en trouver l’analyse et la réfutation dans l’Histoire de l’édition de St-Augustin, par D. Vincent Thuillier.
- un Traité du respect humain, Paris, 1703, in-12 ;
- une Journée spirituelle à l’usage des collèges, in-12.

## Source
- Augustin De Backer: Bibliothèque des écrivains de la Compagnie de Jésus, (tome 2), Liège, 1872, p.628.